# بابير سفلي (مقاطعة غيلانغرب)
بابير سفلي (بالفارسية: باپیر سفلی) هي قرية تقع في كرمانشاه في إيران. يقدر عدد سكانها بـ 34 نسمة .